# Trintange
Trintange (lb. Trënteng, niem. Trintingen) – wieś (Uertschaft) w południowo-wschodnim Luksemburgu, w kantonie Remich, w gminie Bous-Waldbredimus. Do 3 października 2015 miejscowość leżała w dystrykcie Grevenmacher, a do 31 sierpnia 2023 należała do gminy Waldbredimus. Liczy 355 mieszkańców (31 grudnia 2022).